# Nelvie Tiafack
Nelvie Raman Hess Tiafack est un boxeur allemand né le 3 janvier 1999.

## Carrière
Sa carrière amateur est principalement marquée par une médaille d'or aux championnats d'Europe de boxe amateur 2022. Il remporte la médaille de bronze dans la catégorie des poids super-lourds aux Jeux européens de 2019 (qui font aussi office de championnats d'Europe) ainsi qu'aux Jeux européens de 2023 et aux Jeux olympiques d'été de 2024.

## Palmarès

### Championnats d'Europe
- Médaille d'or en +92 kg en 2022 à Erevan, Arménie
- Médaille de bronze en +91 kg en 2019 à Minsk, Biélorussie

### Jeux européens
- Médaille de bronze en +91 kg en 2019 à Minsk, Biélorussie
- Médaille de bronze en +92 kg en 2023 à Nowy Targ, Pologne

### Jeux olympiques d'été
- Médaille de bronze en +92 kg en 2024 à Paris, France